# Криоэлектронная томография

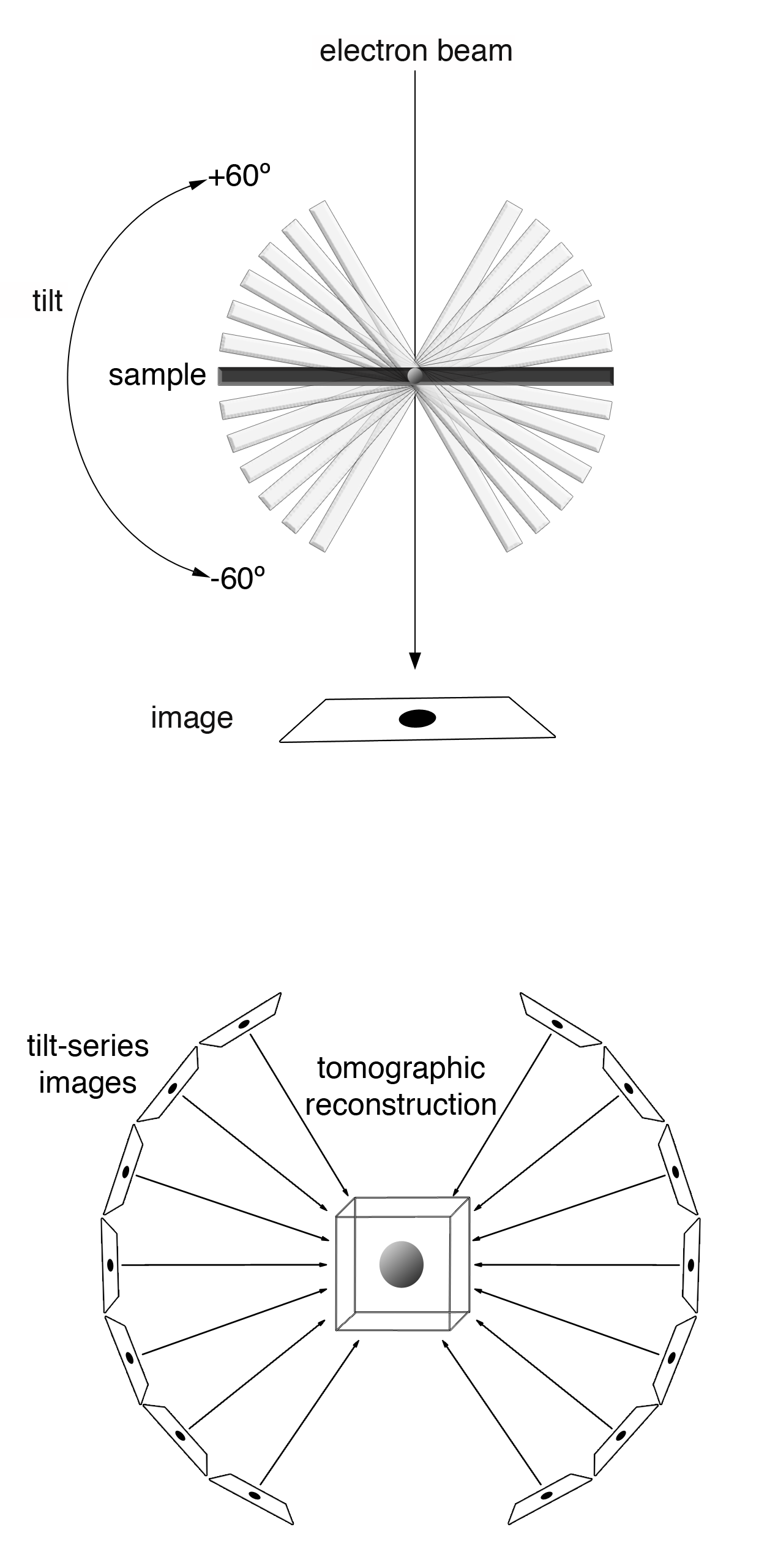
Схема электронной томографии. Образец наклоняется под разными углами к электронному лучу, в результате "наклона" получаются серии 2D-изображений. Серии изображений с наклоном преобразовываются на компьютере в 3D "томограммы".

Электронная крио-томография (ЭКТ, также  крио-электронная томография, крио-ET или CET) —  способ получения трехмерного изображения с высоким разрешением (~4 нм). 
Используется для получения изображений  биологических макромолекул и клеток.
ЭКТ используется с применением просвечивающей электронной микроскопии (ПЭМ), в которой образцы  наклоняются под разными углами к электронному лучу, в результате получаются серии двумерных изображений. 
Серии двумерных изображений с наклоном обрабатываются на компьютере, в результате получается трёхмерная томограмма.
В отличие от методик, использующих электронную томографию, в данной методике исследуемые образцы замораживают по специальной технологии, так чтобы объект исследования не повредился кристаллами льда, давлением, химическими веществами и прочими факторами. Такая процедура называется криофиксацией. Обычно органический образец охлаждают так, чтобы образовавшийся лёд был аморфным (некристаллическим, т.о. проводят витрификацию), а просвечивание ведётся в криогенных условиях при температурах ниже {\displaystyle -150}°С, что препятствует разрушению биологических структур.

## Описание техники

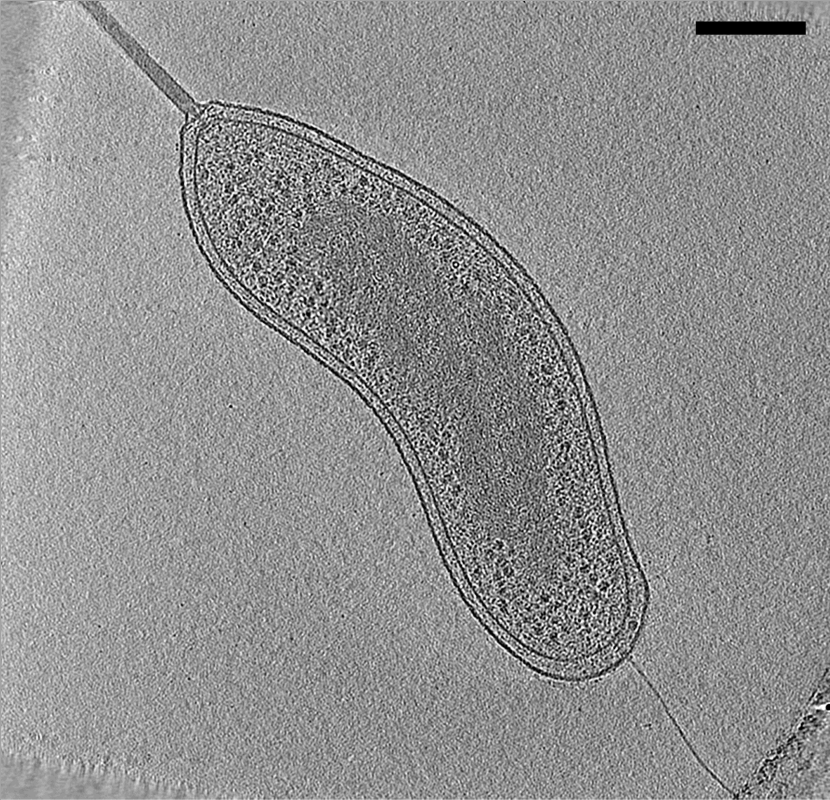
Пример электронной крио-томографии. На рисунке показана центральная часть томографической реконструкции клетки Bdellovibrio bacteriovorus. Шкала 200 нм.

В электронной микроскопии (ЭМ) образцы находятся в  глубоком вакууме. Такой вакуум неприменим для биологических образцов, так как в клетках закипает вода и они взрываются.  При комнатной температуре в ЭМ образцы  обезвоживают. Другим подходом к стабилизации биологических образцов, является их заморозка (крио-электронная микроскопия). В  крио-электронной микроскопии, образцы (обычно мелкие клетки (например, бактерии или Археи) или вирусы) подготавливают для исследования в обычных водных средах. Образцы  погружают в криоген (обычно жидкий этан), при этом молекулы воды не успевают перестроиться в кристаллическую решетку. В результате такого охлаждения вода переходит в состояние аморфного льда. При этом  сохраняются  клеточные структуры, такие как липидные мембраны, которые обычно разрушаются при обычном замораживании. Замороженные образцы хранятся при температуре жидкого азота и вода не прогревается настолько, чтобы кристаллизоваться.
Образцы просматриваются в трансмиссионном электронном микроскопе (ТЭМ).
Они наклоняются под разными углами относительно электронного пучка (обычно каждые 1 или 2 градуса примерно от -60° до +60°), получаются изображения под каждым углом. 
Серия изображений обрабатывается на компьютере и получается трехмерное изображение интересующего объекта. Полученное изображение называется томограммой или томографической реконструкцией.

## Особенности
В просвечивающей электронной микроскопии (ПЭМ) электроны взаимодействуют с материалом образца, поэтому разрешение ограничено его толщиной.  Пробы должны иметь  толщину не менее ~500 нм для достижения “макромолекулярного” разрешение (~4 нм). По этой причине большинство ЭСТ исследований были сосредоточены на изучении очищенных макромолекулярных комплексов, вирусов и мелких клеток, таких как многие виды бактерий и Архей.
Сильное взаимодействие электронов с веществом приводит к эффектам анизотропии.  При наклоне образца электронный луч взаимодействует с относительно большой площадью поперечного сечения. Это приводит к тому, что на практике, углы наклона большие, чем  60—70° не дают много информации и поэтому не используется.
В ЭКТ также применяются  крио-флуоресцентная микроскопия,  световая микроскопия (например, крио-Палм) и др. методики. 
В этих методиках образец, содержащий флуоресцентно-меченый белок  замораживается и просматривается  в световом микроскопе. При этом  образец должен храниться при температурах (ниже -150°С). 
Флуоресцентный сигнал идентифицируется и образец передается для изучения в крио-ET.

## Внешние ссылки
- Getting started in cryo-EM course (Caltech)